# Georg Dietrich von Wolfframsdorff
Georg Dietrich von Wolfframsdorff (* 10. Februar 1643 in Großaga; † 16. Juli 1696 in Zehren) war ein kursächsischer Jurist, Kreishauptmann und Kanzler.

## Leben
Er stammte aus dem alten vogtländisch-thüringischen Adelsgeschlechts Wolfframsdorff und studierte Rechtswissenschaften.
Wolfframsdorff war von 1693 bis 1694 Kreishauptmann des Leipziger Kreises. Zuletzt war er Vormundschafts-Kanzler der unmündigen Prinzen von Sachsen-Merseburg.
Wolfframsdorff  kam bei einem Postkutschenunfall in Zehren ums Leben und wurde in der Mügelner Stadtkirche beigesetzt.